# Ogy (Lessines)
Ogy (nld. Oseke) – dzielnica (section) miasta Lessines w Belgii, w Regionie Walońskim, w prowincji Hainaut, w okręgu Ath. 1 stycznia 2020 roku liczyła 733 mieszkańców. Do 31 grudnia 1976 samodzielna gmina.

## Demografia
Liczba mieszkańców, stan na 1 stycznia:
| Rok                | 1910 | 1930 | 1947 | 1961 | 2020 |
| ------------------ | ---- | ---- | ---- | ---- | ---- |
| Liczba mieszkańców | 1004 | 842  | 781  | 681  | 733  |

## Transport
Przez teren dzielnicy przebiegają drogi regionalne N57 i N521.